# Jeffrey Bok
Jeffrey Bok (Haarlem, 16 november 1991) is een Nederlands voetballer die bij voorkeur als aanvaller speelt.
Bok speelde in de jeugd voor Stormvogels/Telstar voor hij bij FC Volendam kwam. In 2011 was hij op proef bij FC Emmen. Bok debuteerde op 31 augustus 2012 voor Volendam als invaller voor Jack Tuijp in de thuiswedstrijd tegen FC Eindhoven. Ook kwam hij in actie in de verloren wedstrijd in de KNVB beker tegen Rijnsburgse Boys op 26 september 2012. In 2013 stapte hij, na een mislukte stage bij V.V. IJsselmeervogels, over naar RKAV Volendam dat uitkomt in de Zaterdag Hoofdklasse A. Hierna speelde hij nog voor FC Lisse en Ter Leede.
Bok had vier jaar een relatie met de zangeres Monique Smit.